# A-Catamaran

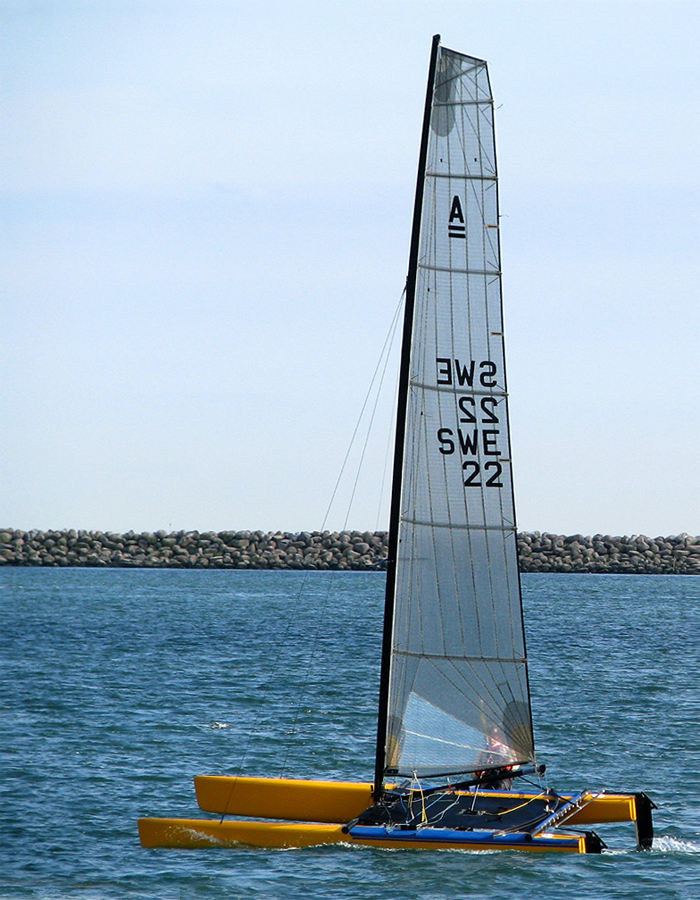
A-Cat Catamaran.

Il Classe A è un catamarano a restrizione non monotipo di piccole dimensioni che deve rispondere a poche semplici regole: lunghezza massima 18 piedi (5,5 m), superficie combinata albero+vela massima 13,95 m2, peso minimo 75 kg, viene costruito principalmente in composti del carbonio.
La mancanza di restrizioni costruttive ha permesso a questa categoria di imbarcazioni di avere un'evoluzione costante nel tempo sia nei materiali che nelle linee d'acqua; Infatti da alcuni anni i modelli di Classe A sono diventati molto più rigidi e in particolare sono state adottate le prime appendici volanti cioè disegnate in modo da facilitare il sollevamento dall'acqua per aumentare la velocità.
È attualmente l'imbarcazione da singolo più rapida, essendo molto leggera e molto invelata. La fabbricazione negli ultimi anni si è rivolta al carbonio, sia per quanto riguarda l'albero (alto circa 9 metri), che gli scafi. La sua conduzione richiede discrete doti acrobatiche per essere portato al massimo delle possibilità, la sua conduzione è veloce e per chi assiste spettacolare. Questo tipo di classe è sottoposta a regole di stazzatura molto rigide.

## Diffusione
Esiste una attiva associazione di classe italiana, e un campionato molto frequentato. La presenza di Classe A è diffusa sui laghi e nei mari Adriatico e Tirreno. Esistono altresì una classe mondiale IACA e classi nazionali molti paesi.

## Tecnica di guida
La tecnica di conduzione più utilizzata è quella di tenere lo scafo sopravento in "volo" cioè costantemente sollevato dall'acqua, in modo da avere meno superficie bagnata e di conseguenza meno attrito con l'acqua e un miglior angolo di bolina. attualmente è in evoluzione il "foiling" cioè tutta la barca si stacca dall'acqua e vola.